# Virgin Atlantic
Virgin Atlantic (còn được gọi là Virgin Atlantic Airways) là một hãng hàng không Anh có trụ sở chính ở Crawley, West Sussex, Anh. Hãng được thành lập vào năm 1984 như British Atlantic Airways, và ban đầu được lên kế hoạch bởi các đồng sáng lập Randolph Fields và Alan Hellary bay giữa Luân Đôn và quần đảo Falkland. Chẳng bao lâu sau khi việc thay đổi tên Virgin Atlantic Airways, Fields đã bán cổ phần của mình tại công ty sau khi bất đồng với Richard Branson trong quản lý của công ty. Các chuyến bay đầu tiên từ sân bay Gatwick đến sân bay quốc tế Newark Liberty đã diễn ra vào ngày 22 tháng 6 năm 1984.
Hãng hàng không này cùng với Virgin Holidays được nắm giữ bởi một công ty cổ phần Virgin Atlantic Ltd được sở hữu 51% của Tập đoàn Virgin và 49% của Delta Air Lines. Nó được tách về mặt hành chính từ các hãng hàng không thuộc thương hiệu Virgin khác.

## Đội tàu bay
Trong suốt chiều dài lịch sử của hãng, Virgin Atlantic đã vận hành kết hợp các loại máy bay thân rộng của Airbus và Boeing, cũng như một số lượng hạn chế máy bay thân hẹp của Airbus. Ban đầu hãng ra mắt với một đội máy bay Boeing 747-200 vào năm 1984, đội bay của hãng tiếp tục phát triển bao gồm toàn bộ máy bay thân rộng bốn động cơ với sự kết hợp của một chiếc Boeing 747-100 duy nhất vào năm 1990, Airbus A340-300 vào năm 1993, và chiếc Boeing 747-400 lớn hơn vào năm 1994. Từ năm 1995 đến năm 2000, hãng bắt đầu khai thác dòng máy bay hai động cơ Airbus A320 và Boeing 767. Vào tháng 8 năm 2002, Virgin Atlantic trở thành hãng hàng không đầu tiên khai thác biến thể Airbus A340-600 lớn hơn của A340. Đến năm 2005, hãng đã cho ngừng hoạt động các máy bay Boeing 747-100 và 747-200, giữ lại những chiếc 747-400.
Ngày 27 tháng 9 năm 2006, Richard Branson công bố kế hoạch giảm phát thải khí nhà kính bằng cách cắt giảm trọng lượng máy bay và mức tiêu thụ nhiên liệu. Cũng có một thử nghiệm vào năm 2007 với sự hợp tác của Boeing để kéo máy bay đến đường băng nhằm tiết kiệm nhiên liệu, như một sự thay đổi tiềm năng đối với các quy trình vận hành trong tương lai. Virgin Atlantic cũng đã tình nguyện lái một chiếc Boeing 747 để thử nghiệm nhiên liệu sinh học vào tháng 2 năm 2008. Chiếc máy bay này đã bay không có hành khách từ Heathrow đến Sân bay Amsterdam Schiphol, với 20% công suất cho một động cơ được cung cấp bởi nhiên liệu sinh học từ thực vật. Virgin Atlantic cho biết họ dự kiến sẽ sử dụng nhiên liệu sinh học dựa trên tảo trong tương lai.

Vào ngày 24 tháng 4 năm 2007, Virgin Atlantic thông báo họ đã đặt hàng Boeing 787 Dreamliner, trong tổng số 15 chiếc Boeing 787-9, với các lựa chọn trên 8 chiếc khác. Các phương án đã thực hiện, sau đó hãng tạo thành đội bay tổng cộng 17 chiếc Boeing 787-9, đã được lên kế hoạch thay thế đội bay boeing 747 có trụ sở tại sân bay Heathrow trong năm 2015 và 2016. Những chiếc 787 dự kiến sẽ được giao vào năm 2011, nhưng đến năm 2008 thì bị trì hoãn đến ít nhất là đến năm 2013. Vào ngày 22 tháng 6 năm 2009, hãng hàng không đã công bố một đơn đặt hàng 10 chiếc Airbus A330-300, sẽ đi vào hoạt động ban đầu vào năm 2011, thay thế những chiếc Boeing 787 bị trì hoãn. Đáng chú ý, việc công bố đơn đặt hàng và tiếp theo là hai loại máy bay Boeing 787 và Airbus a330 đã chấm dứt thành phần đội máy bay 4 động cơ của hãng hàng không, vì hãng hàng không trước đây đã tiếp thị bằng khẩu hiệu "4 động cơ 4 đường dài". Trong khi hai chiếc Airbus A330-300 đầu tiên của hãng sẽ hoạt động trên các đường bay hướng đến giải trí sau khi giao hàng vào năm 2011. Virgin Atlantic sẽ bắt đầu khai thác các máy bay A330 trên các đường bay cao cấp từ Heathrow vào tháng 4 năm 2012. Virgin Atlantic cũng đã đặt hàng sáu máy bay Airbus A380-800, với các tùy chọn vào ngày thứ sáu, giao hàng ban đầu đến hạn vào năm 2006, nhưng việc giao hàng liên tục bị trì hoãn. Đơn đặt hàng A380 đã chính thức bị hủy vào tháng 3 năm 2018, với các khoản đặt cọc được chuyển sang đơn đặt hàng máy bay A330 và A350
| Loại máy bay     | Đang hoạt động | Đơn đặt hàng | Hành Khách | Ghi chú |
| ---------------- | -------------- | ------------ | ---------- | --- |
| Airbus A330-300  | 10             | __           | 264        | |
| Airbus A330-900  | 5              | 11           | 262        | Đặt hàng với 6 tùy chọn. Việc giao hàng dự kiến bắt đầu vào năm 2022.                                                                                    |
| Airbus A350-1000 | 12             | 2            | 335-397    | 12 chiếc ban đầu được đặt hàng vào tháng 7 năm 2016. Thêm 2 chiếc nữa được đặt hàng vào tháng 12 năm 2021, với thời gian giao hàng vào năm 2023 và 2024. |
| Boeing 787-9     | 17             | __           | 264        | |
| Tổng cộng        | 44             | 13           |            | |

## Lịch sử
Virgin Atlantic có nguồn gốc từ nỗ lực chung của Randolph Fields, một luật sư người Mỹ và Alan Hellary, cựu phi công trưởng của hãng hàng không tư nhân Anh Laker Airways. Sau sự sụp đổ của Laker Airways vào năm 1982, Field và Hellary quyết định thành lập một công ty mới, ban đầu lấy tên là British Atlantic Airways, như một công ty kế nhiệm. Được biết, Fields đã hình thành ý tưởng cho một hãng hàng không hoạt động giữa London và Quần đảo Falkland vào tháng 6 năm 1982, khi Chiến tranh Falklands vừa kết thúc. Tìm kiếm kiến thức chuyên môn trong lĩnh vực này, Fields đã liên hệ với Hellary, người đã xem xét các lựa chọn để thiết lập một dịch vụ thương mại thường xuyên cho Falklands. Đổi lại, Hellary đã liên lạc với một số đồng nghiệp bên ngoài từ sự sụp đổ của Laker Airways; do đó, cặp đôi quyết định tinh chỉnh tham vọng của họ. Tuy nhiên, người ta đã sớm xác định rằng đường băng ngắn tại Sân bay Port Stanley và thời gian cần thiết để cải thiện nó sẽ khiến một tuyến đường đến Falklands không khả thi về mặt thương mại, do đó ý tưởng về một dịch vụ như vậy đã bị loại bỏ. Thay vào đó, Hellary và Fields đã bắt đầu nỗ lực để đảm bảo giấy phép khai thác tuyến đường giữa Sân bay Gatwick, London và Sân bay Quốc tế John F. Kennedy, Thành phố New York. Trong tháng 5 năm 1983, một cuộc điều tra kéo dài ba ngày đã được tiến hành, họ đã chọn từ chối đơn đăng ký sau sự phản đối của British Airways, British Caledonian và BAA. Hellary và Fields sau đó đã xin giấy phép giữa Gatwick và Newark, New Jersey, sử dụng chiếc McDonnell Douglas DC-10 380 chỗ ngồi. Tuy nhiên, đối mặt với viễn cảnh bị cạnh tranh trực tiếp từ nhà điều hành đối thủ Peoplexpress, một hãng hàng không giảm giá "không kiểu cách" sau bãi bỏ quy định có trụ sở tại Newark, họ quyết định đảm bảo thêm nguồn vốn trước khi tiếp tục. Fields đã gặp doanh nhân người Anh Richard Branson tại một bữa tiệc ở London, trong đó ông đề nghị hợp tác kinh doanh. Sau các cuộc đàm phán kéo dài và đầy thử thách, Fields đã đồng ý giảm 25% cổ phần trong hãng hàng không (đã được đổi tên thành Virgin Atlantic) và trở thành chủ tịch đầu tiên của hãng. Sau những bất đồng về hoạt động, Fields đã đồng ý được mua lại với số tiền ban đầu là 1 triệu bảng Anh với khoản thanh toán thêm cho khoản cổ tức đầu tiên của Virgin Atlantic. Theo kết quả của một vụ kiện của Tòa án Tối cao, khoản thanh toán bổ sung này đã được nhận ngay trước khi Fields qua đời vào năm 1997.

### Thời gian hình thành
Vào ngày 22 tháng 6 năm 1984, Virgin Atlantic khai thác tuyến đầu tiên theo lịch trình, bay giữa Gatwick và Newark bằng một chiếc Boeing 747-200 (đăng ký G-VIRG) cho thuê, có tên là Maiden Voyager, trước đây được điều hành bởi Aerolíneas Argentinas. Ngay từ khi mới thành lập, các hoạt động của nó đã được tăng cường nhờ tận dụng các nguồn lực hiện có của Virgin Group, chẳng hạn như vé được bán tại các cửa hàng băng đĩa Virgin Megastores.
Một phần trong cách tiếp cận kinh doanh được tuyên bố của Richard Branson là thành công trong năm đầu tiên hoặc thoát khỏi thị trường; đặc tính này bao gồm giới hạn một năm được thể hiện dựa trên mọi thứ liên quan đến việc bắt đầu hoạt động. Virgin Atlantic đã có lãi trong vòng 12 tháng đầu tiên, nhờ khả năng của công ty chị em Virgin Records trong việc tài trợ cho việc thuê một chiếc Boeing 747 đã qua sử dụng trong thời kỳ sinh lời cao nhất trong năm.
Vào tháng 11 năm 1984, hãng hàng không đã khai trương dịch vụ giữa Sân bay Gatwick và Sân bay Maastricht Aachen ở Hà Lan bằng cách sử dụng máy bay BAC One-Eleven đang được điều hành.
Năm 1986, hãng đã bổ sung một chiếc Boeing 747 khác vào đội bay của mình và bắt đầu một tuyến bay theo lịch trình từ Gatwick đến Miami. Các máy bay nhanh chóng được mua lại và bổ sung các tuyến bay mới được khai trương từ Gatwick, chẳng hạn như đến New York JFK năm 1988, Tokyo Narita năm 1989, Los Angeles năm 1990, Boston năm 1991 và Orlando năm 1992. Năm 1987, Virgin Atlantic đã khai trương tuyến giữa Luton và Dublin sử dụng máy bay phản lực cánh quạt Vickers Viscount đã qua sử dụng, nhưng tuyến này đã bị rút lại vào khoảng năm 1990. Hãng cũng đang khai thác tuyến Viscount giữa Maastricht và Sân bay London Luton vào năm 1989. Trong năm 1988, Club Air khai thác hai máy bay phản lực Boeing 727 thay mặt cho Virgin Atlantic phục vụ tuyến đường Luton đến Dublin cho đến khoảng năm 1990.

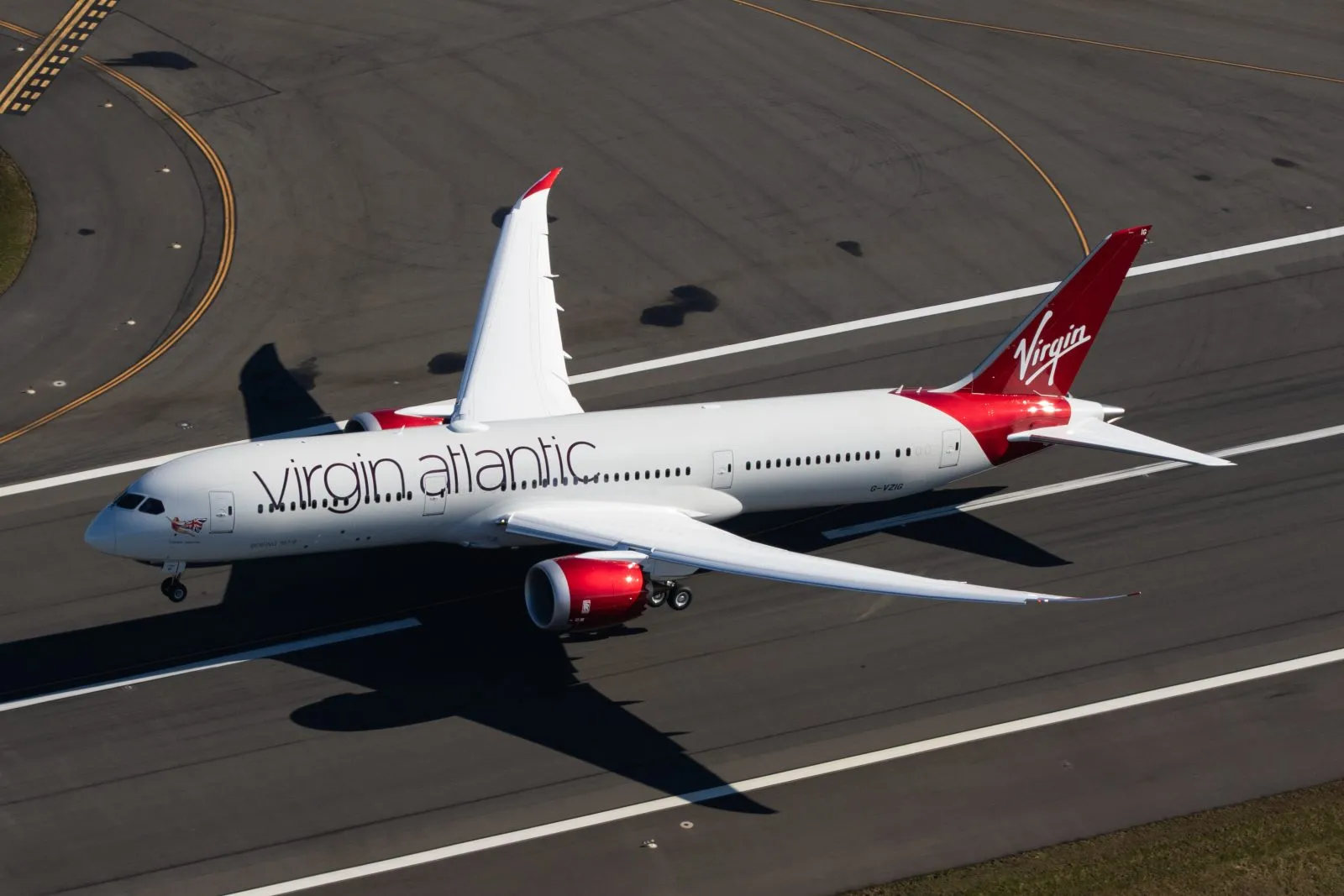
Một chiếc Boeing 787 của Virgin Atlantic đang cất cánh tại sân bay quốc tế Miami